# Brasão de armas da Alemanha
O Brasão de Armas da Alemanha é um dos símbolos nacionais da Alemanha.  A principal característica do brasão é uma águia. As cores do brasão são similares aos da bandeira da Alemanha (preto, vermelho e dourado). É um dos mais antigos símbolos nacionais da Europa e um dos mais antigos do Mundo.

## História

### Germanos
Para os Germanos, o corvo negro era o pássaro do deus Odin. Os Romanos reservaram a imagem da águia somente para os mais reverenciados seres, como o Deus supremo e o Imperador; e isso servia como metáfora de invencibilidade. Mais tarde, foi representada através da sua águia imperial, referida em alemão como o Reichsadler, em solo alemão; provavelmente data da época de Carlos Magno (742-814).

### Sacro Império Romano-Germânico

Baú da Águia

Em torno do ano de 1200, o ícone da águia preta num campo dourado era geralmente reconhecido como o brasão imperial de armas. Em 1433 a águia de duas cabeças foi adotada pela primeira vez por Sigismundo da Germânia. Desde então águia de duas cabeças começou a ser usada como símbolo do Imperador Romano-Germânico, e também como brasão de armas do Sacro Império Romano-Germânico. A partir da metade do século XV, os respectivos imperadores puseram o emblema de sua dinastia no Baú da Águia. Depois do fim do Sacro Império Romano-Germânico em 1806, um estado germânico e um emblema estatal unificado deixou de existir.

### Confederação Germânica
Em 1815, uma Confederação Germânica (Bund) de 39 estados germânicos fundaram no território do império germânico anterior. Ainda em 1848, a confederação não tinha um brasão de armas dela própria. A reunião do congresso federal (Bundestag) em Frankfurt am Main usava um brasão que tinha o emblema do Império Austríaco, pois a Áustria havia tomado a liderança da união. Nela havia uma águia negra de duas cabeças, que os austríacos haviam adotado pouco antes da dissolução do Sacro Império Romano-Germânico.
Durante a Revolução de 1848, um novo brasão de armas do Reich foi adotado pela assembleia nacional alemã, reunida na igreja de São Paulo em Frankfurt. A águia negra de duas cabeças foi mantida, mas sem os quatro símbolos do imperador: a espada, a orbe, o cetro e a coroa. A águia permanecia sobre um escudo dourado; acima, havia uma estrela dourada de cinco pontas. Nos dois lados o escudo era bordeado por duas bandeiras com as cores preto-vermelho-dourado. O emblema, entretanto, jamais ganhou aceitação geral.
Em 1867, a Confederação da Alemanha do Norte foi estabelecida sem a Áustria e os estados do sul alemão, e sob a liderança do Reino da Prússia (ver brasão de armas da Prússia). Um novo brasão de armas foi adoptado, que consistia em um escudo com as cores preto-branco-vermelho, suportado por dois homens selvagens segurando bastões e de pé sobre um pedestal.

## Galeria Histórica dos Brasões

O brasão de armas do Sacro Império Romano-Germânico
As armas da Confederação Germânica, 1815-1866
Brasão de Armas da Confederação da Alemanha do Norte
O Brasão de Armas Maior do Império Alemão, 1871-1918
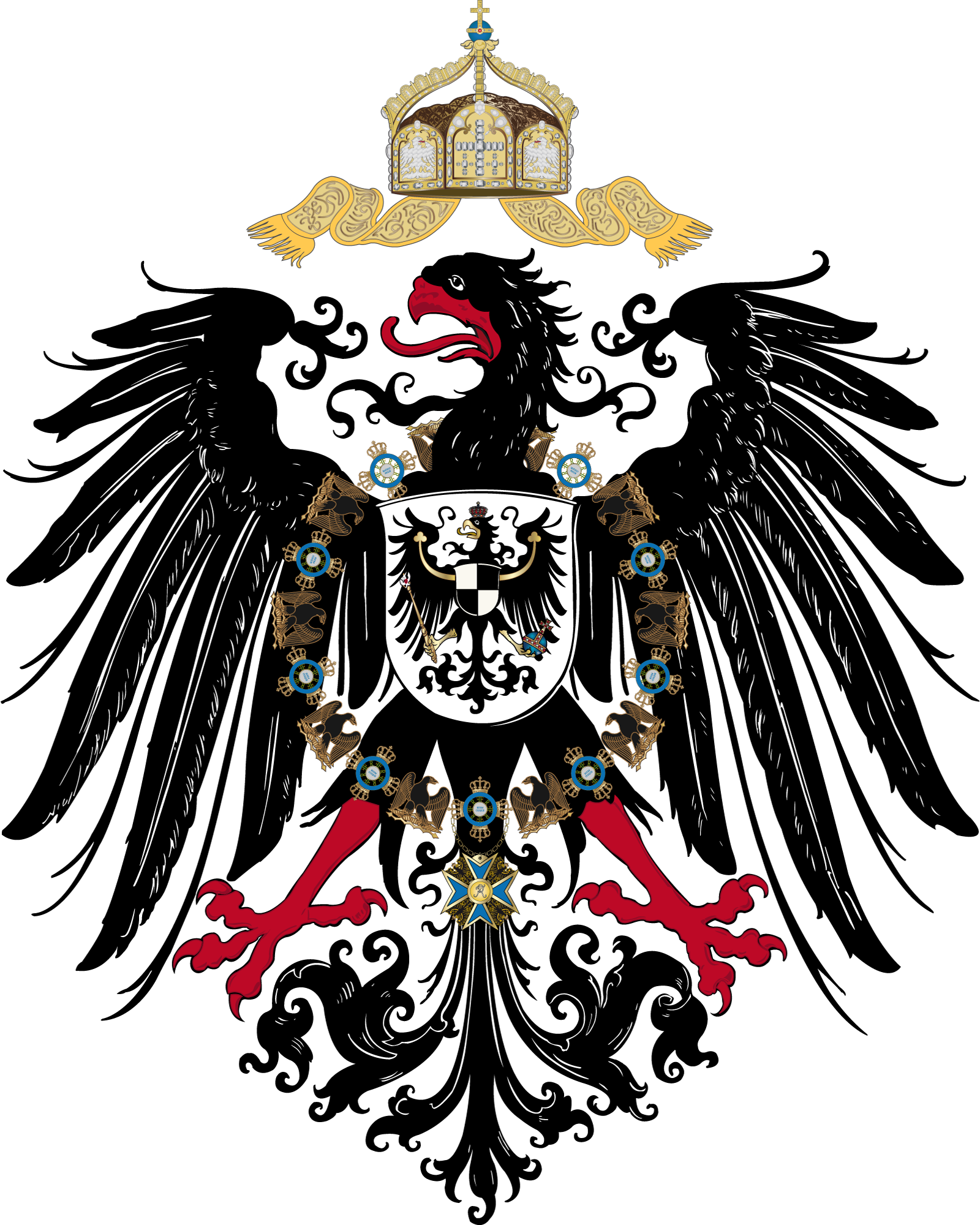
O brasão de armas menor do Império Alemão, 1871-1918
As armas na República de Weimar
A insígna nacional (Hoheitszeichen) da Alemanha Nazista
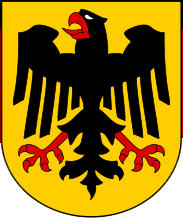
Brasão de Armas da Alemanha Ocidental (RFA)
Brasão de Armas da RDA
Brasão de Armas da Alemanha atual